# Хорст Шумі
Хорст Шумі (нім. Horst Schumi нар. 23 квітня 1946, Клагенфурт-ам-Вертерзе — 30 листопада 2022) — австрійський підприємець, Почесний консул України в Австрійській Республіці.

## Біографія
Народився 23 квітня 1946 року у місті Клагенфурт-ам-Вертерзе.
У 1965 році закінчив Федеральну торговельну академію у м. Клагенфурт, а у 1969 році — Віденську вищу школу світової торгівлі (нині — Віденський економічний університет).
У 1971 році здобув науковий ступінь доктора наук.
1966 — служба у військово-повітряних силах.
У 1973 році працював асистентом дирекції виставки дерев'яної продукції. У 1975 році заснував фірму SUTEX, а у 1987 році — товариство з обмеженою відповідальністю «Dr. Schumi Naturana GmbH», також є акціонером фірми «ECO-Pharma GmbH».
З 1999 року — консультант відомства Уряду Федеральної землі Каринтія, консультант підприємства «Wiener Energie, Fernwärme Wien GmbH».
У 2000 році — віце-президент Інституту етнічних меншин Федеральної землі Каринтія, а з 2003 по 2014 — голова правління Інституту етнічних меншин Федеральної землі Каринтія.
Від 1993 по 2014 рік був Почесним консулом України в Клагенфурті з консульським округом Федеральні землі Каринтія та Штирія. У 2014 році подав у відставку з посади почесного консула після через незгоду з узурпацією влади Віктором Януковичем та силове протистояння 18-20 лютого.
Помер 30 листопада 2022 року.

## Нагороди
- орден «За заслуги» III ступеня (18 серпня 2009) — за вагомий особистий внесок у зміцнення міжнародного авторитету України, популяризацію її історичної спадщини і сучасних досягнень та з нагоди 18-ї річниці незалежності України[7];
- золота медаль міста Чернівці (2008)[2];
- Великий золотий знак пошани Федеральної землі Штирія (2006)[2];
- золотий хрест пошани союзу «Дружба» (2006)[2];
- герб Федеральної землі Каринтія за пілотування (2005)[2];
- орден «За заслуги перед Італійською Республікою» (1999)[6];
- Великий золотий знак пошани Федеральної землі Каринтія (1995)[2];